# Hamilton Hall
Hamilton Hall is een gebouw aan 9 Chestnut Street, Salem, Massachusetts. Het werd in 1805 gebouwd naar een ontwerp van Samuel McIntire. 
Hamilton Hall is gebouwd in de federale stijl en is sinds 1970 een National Historic Landmark.